# Władysław Domagalski (1893–1967)
Władysław Domagalski pseud. Cichy (ur. 5 stycznia 1893 w Radomiu, zm. 24 grudnia 1967 tamże) – działacz socjalistyczny i komunistyczny.
W 1906 skończył 5 klas szkoły powszechnej i został pomocnikiem murarza, a później robotnikiem w fabryce. W 1905 wraz ze starszym bratem wziął udział w demonstracji robotniczej w Radomiu podczas rewolucji 1905 roku. 1906–1909 kolporter prasy socjalistycznej. Podczas I wojny światowej zmobilizowany do rosyjskiej armii, 1916 dostał się do niewoli i został internowany w Białej Podlaskiej, skąd zbiegł. Po powrocie do Radomia wstąpił do PPS. Organizował demonstracje i strajków i należał do komitetów strajkowych. Po XI 1918 działał w Związku Robotników Drzewnych, w którym od 1921 został przewodniczącym oddziału. Od 1919 działacz KPP, członek Komitetu Dzielnicowego (KD), następnie Komitetu Okręgowego (KO) Radom-Kielce tej partii. Podczas wyborów parlamentarnych 1922 był członkiem Komitetu Wyborczego Związku Proletariatu Miast i Wsi (ZPMiW). W 1924 był agitatorem na rzecz listy komunistyczne w wyborach do Kasy Chorych. 1925–1932 odbywał karę 6 lat, a 1933–1938 - 8 lat więzienia za działalność komunistyczną. Delegat na VI Zjazd KPP w październiku 1932 koło Mohylewa. We wrześniu 1939 przedostał się na tereny zajęte przez ZSRR i do 1940 pracował w miejskich wodociągach we Lwowie, następnie wyjechał do obwodu czelabińskiego. Od 1944 członek ZPP, 1945 przewodniczący rejonowej organizacji ZPP. 1946 wrócił do kraju i został sekretarzem KD PPR Glinice. Później był przewodniczącym Wydziału Kadr w Komitecie Miejskim PPR i członkiem Wojewódzkiej Komisji Kontroli Partyjnej w Kielcach oraz Komisji do Spraw Działaczy w Radomiu. W grudniu 1948 jako delegat wziął udział w I Zjeździe PZPR.
Był odznaczony m.in. Orderem Sztandaru Pracy I i II klasy.
Brat Aleksandra.